# مراسم عقد رنا
مراسم عقد رنا (انگلیسی: Rana's Wedding) یک فیلم به کارگردانی هانی ابواسعد است که در سال ۲۰۰۲ منتشر شد.